# Pro League 2020-21
La temporada 2020-21 fue la 118.ª temporada de la Primera División de Bélgica la máxima categoría del fútbol profesional en Bélgica. El torneo comenzó el 8 de agosto de 2020 y terminó el 30 de mayo de 2021.
El calendario fue presentado el 8 de julio de 2020.
Club Brujas es el campeón defensor tras la temporada pasada ser declarados campeones después que la liga finalizó antes de tiempo.

## Ascensos y descensos
Ningún equipo fue relegado al final. Ascienden Beerschot y Leuven.
| Pos.    | Descendido de la Pro League 2019-20 |
| ------- | ----------------------------------- |
| No hubo |                                     |

| Pos. | Ascendidos de la Segunda División 2019-20 |
| ---- | ----------------------------------------- |
| 1.°. | Beerschot                                 |
| 2.°. | Leuven                                    |

## Formato
El formato para esta temporada cambia drásticamente. La liga pasa a ser jugada por 18 clubes. 
Los 18 clubes se enfrentarán 2 veces entre sí, totalizando 34 partidos cada uno al final. Al término de la fecha 34 los 4 primeros de grupo pasan a jugar los play-off I, los 4 equipos del quinto al octavo jugarán los play-off II, el penúltimo jugara el play-off de relegación y el último descenderá directamente a la Segunda División 2021-22.
En el play-off I los 4 clubes se enfrentaran 2 veces, totalizando al final 40 partidos. Al término de la fecha 40 el primer clasificado se coronara campeón e ira a la fase de grupos de la Liga de Campeones 2021-22; el segundo ira a la Segunda ronda, el tercero ira a la Tercera ronda de la Liga de Conferencia Europa 2021-22 y el cuarto pasara a jugar los play-off por el último puesto a la Liga de Conferencia Europa.
En los play-off II los 4 clubes se enfrentan 2 veces, totalizando al final 40 partidos. Al final de la fecha 40 el primer clasificado pasara a jugar los play-off por el último puesto a la Liga de Conferencia Europa contra el cuarto de la eliminatoria I.
Un cupo para la Liga Europa 2021-22 será asignado al campeón de la Copa de Bélgica.

## Equipos participantes
| Club                | Ciudad       | Estadio                       | Capacidad |
| ------------------- | ------------ | ----------------------------- | --------- |
| Anderlecht          | Bruselas     | Estadio Constant Vanden Stock | 21.500    |
| Beerschot           | Amberes      | Estadio Olímpico de Amberes   | 12.771    |
| Charleroi           | Charleroi    | Estadio del País de Charleroi | 14.000    |
| Cercle Brugge       | Brujas       | Estadio Jan Breydel           | 29.042    |
| Club Brujas         | Brujas       | Estadio Jan Breydel           | 29.042    |
| KAS Eupen           | Eupen        | Kehrweg Stadion               | 8.363     |
| Excel Mouscron      | Mouscron     | Stade Le Canonnier            | 10.571    |
| KRC Genk            | Genk         | Luminus Arena                 | 24.956    |
| KAA Gante           | Gante        | Ghelamco Arena                | 20.000    |
| KV Kortrijk         | Kortrijk     | Guldensporen Stadion          | 9.399     |
| Oud-Heverlee Leuven | Lovaina      | Den Dreef Stadion             | 10.000    |
| RKV Malinas         | Mechelen     | Stadion Achter de Kazerne     | 16.700    |
| KV Oostende         | Ostende      | Versluys Arena                | 8.432     |
| Royal Antwerp       | Amberes      | Bosuilstadion                 | 12.975    |
| Sint-Truidense      | Sint-Truiden | Stayen                        | 14.600    |
| Standard Lieja      | Lieja        | Estadio Maurice Dufrasne      | 30.023    |
| Waasland-Beveren    | Beveren      | Freethiel Stadion             | 8.190     |
| SV Zulte Waregem    | Waregem      | Regenboogstadion              | 12.500    |

### Equipos por provincias
| Provincia          | N.º | Equipos                                                        |
| ------------------ | --- | -------------------------------------------------------------- |
| Flandes Occidental | 5   | Club Brujas, Cercle Brugge, Kortrijk, Oostende y Zulte Waregem |
| Amberes            | 3   | Amberes, Beerschot y Malinas                                   |
| Flandes Oriental   | 2   | Gent y Waasland-Beveren                                        |
| Henao              | 2   | Charleroi y Excel Mouscron                                     |
| Limburgo           | 2   | Genk y Sint-Truiden                                            |
| Lieja              | 2   | Standard Lieja y Eupen                                         |
| Brabante Flamenco  | 1   | Leuven                                                         |
| Bruselas-Capital   | 1   | Anderlecht                                                     |

## Temporada regular

### Tabla de posiciones
| Pos. | Equipo             | Pts. | PJ | G  | E  | P  | GF | GC | Dif. | Clasificación               |
| ---- | ------------------ | ---- | -- | -- | -- | -- | -- | -- | ---- | --------------------------- |
| 1    | Club Brujas        | 76   | 34 | 24 | 4  | 6  | 73 | 26 | +47  | Play-off I                  |
| 2    | Royal Antwerp      | 60   | 34 | 18 | 6  | 10 | 57 | 48 | +9   | Play-off I                  |
| 3    | Anderlecht         | 58   | 34 | 15 | 13 | 6  | 51 | 34 | +17  | Play-off I                  |
| 4    | Genk               | 56   | 34 | 16 | 8  | 10 | 67 | 48 | +19  | Play-off I                  |
| 5    | Oostende           | 53   | 34 | 15 | 8  | 11 | 49 | 41 | +8   | Play-off II                 |
| 6    | Standard Lieja     | 50   | 34 | 13 | 11 | 10 | 54 | 43 | +11  | Play-off II                 |
| 7    | Gent               | 49   | 34 | 14 | 7  | 13 | 54 | 40 | +14  | Play-off II                 |
| 8    | Malinas            | 48   | 34 | 13 | 9  | 12 | 54 | 54 | 0    | Play-off II                 |
| 9    | Beerschot          | 47   | 34 | 14 | 5  | 15 | 58 | 64 | −6   |                             |
| 10   | Zulte Waregem      | 46   | 34 | 14 | 4  | 16 | 53 | 69 | −16  |                             |
| 11   | Leuven             | 45   | 34 | 12 | 9  | 13 | 54 | 59 | −5   |                             |
| 12   | Eupen              | 43   | 34 | 10 | 13 | 11 | 45 | 55 | −10  |                             |
| 13   | Charleroi          | 42   | 34 | 11 | 9  | 14 | 46 | 49 | −3   |                             |
| 14   | Kortrijk           | 39   | 34 | 11 | 6  | 17 | 44 | 57 | −13  |                             |
| 15   | Sint-Truidense     | 38   | 34 | 10 | 8  | 16 | 41 | 52 | −11  |                             |
| 16   | Cercle Brugge      | 36   | 34 | 11 | 3  | 20 | 40 | 51 | −11  |                             |
| 17   | Waasland-Beveren   | 31   | 34 | 8  | 7  | 19 | 44 | 70 | −26  | Play-off de relegación      |
| 18   | Excel Mouscron (D) | 31   | 34 | 7  | 10 | 17 | 34 | 56 | −22  | Descenso a Segunda División |

Actualizado a los partidos jugados el 18 de abril de 2021.
 Fuente: Jupiter League, Soccerway
Criterios de clasificación: 1) Puntos; 2) puntos entre sí; 3) diferencia de goles; 4) Goles marcados.

### Resultados
| Local \ Visitante | AND | BEE | CER | CHA | CLU | EUP | EXC | GEK | GET | KOR | LEU | MAL | OOS | ROY | SIN | STA | WAA | ZUL |
| ----------------- | --- | --- | --- | --- | --- | --- | --- | --- | --- | --- | --- | --- | --- | --- | --- | --- | --- | --- |
| Anderlecht        | —   | 2–0 | 2–0 | 3–0 | 2–1 | 1–1 | 1–1 | 1–0 | 0–0 | 0–2 | 2–2 | 1–1 | 2–1 | 1–0 | 3–1 | 0–0 | 0–0 | 4–1 |
| Beerschot         | 2–1 | —   | 1–1 | 2–1 | 0–3 | 0–1 | 2–2 | 5–2 | 1–1 | 0–0 | 4–2 | 1–2 | 1–2 | 1–2 | 6–3 | 0–3 | 3–2 | 3–1 |
| Cercle Brugge     | 0–0 | 2–1 | —   | 3–4 | 1–2 | 1–2 | 1–2 | 1–5 | 5–2 | 0–1 | 3–0 | 0–1 | 0–1 | 2–1 | 3–0 | 0–1 | 2–0 | 1–3 |
| Charleroi         | 1–0 | 3–1 | 3–0 | —   | 1–1 | 2–3 | 1–1 | 1–2 | 0–1 | 0–0 | 1–1 | 0–1 | 1–0 | 2–0 | 0–0 | 1–2 | 0–2 | 1–1 |
| Club Brujas       | 3–0 | 0–1 | 2–1 | 0–1 | —   | 3–0 | 4–2 | 3–2 | 0–1 | 1–0 | 3–0 | 2–2 | 2–1 | 0–2 | 1–0 | 3–1 | 4–1 | 3–0 |
| Eupen             | 2–0 | 3–1 | 1–2 | 3–1 | 0–4 | —   | 1–1 | 1–4 | 2–1 | 2–0 | 3–3 | 1–1 | 1–1 | 0–2 | 1–1 | 0–4 | 1–1 | 2–3 |
| Excel Mouscron    | 1–1 | 3–1 | 1–2 | 1–1 | 0–0 | 0–2 | —   | 2–0 | 0–1 | 0–3 | 2–2 | 0–1 | 0–1 | 2–3 | 3–2 | 3–2 | 1–1 | 0–1 |
| Genk              | 1–2 | 1–2 | 2–0 | 2–1 | 1–2 | 4–0 | 4–1 | —   | 1–1 | 2–0 | 1–1 | 3–1 | 2–2 | 4–2 | 4–0 | 2–2 | 1–1 | 3–2 |
| Gent              | 1–1 | 5–1 | 1–0 | 4–0 | 0–4 | 2–2 | 4–0 | 1–2 | —   | 1–2 | 2–3 | 1–0 | 1–0 | 0–1 | 1–1 | 2–1 | 3–0 | 0–3 |
| Kortrijk          | 1–3 | 5–5 | 1–2 | 1–3 | 1–2 | 0–0 | 3–0 | 2–1 | 1–0 | —   | 0–3 | 1–4 | 3–1 | 1–3 | 0–2 | 2–1 | 1–3 | 1–2 |
| Leuven            | 1–0 | 0–1 | 2–1 | 1–3 | 2–1 | 1–1 | 2–0 | 2–3 | 0–3 | 3–1 | —   | 1–2 | 1–2 | 2–0 | 2–2 | 1–0 | 1–2 | 2–1 |
| Malinas           | 2–2 | 2–3 | 2–3 | 3–3 | 0–3 | 3–0 | 2–1 | 0–0 | 1–1 | 1–2 | 2–2 | —   | 0–1 | 3–0 | 2–0 | 0–4 | 2–3 | 4–2 |
| Oostende          | 2–2 | 1–2 | 1–1 | 3–2 | 1–3 | 1–1 | 3–0 | 3–1 | 2–1 | 2–1 | 3–1 | 2–0 | —   | 1–1 | 3–1 | 2–2 | 0–2 | 3–0 |
| Royal Antwerp     | 1–4 | 3–2 | 1–0 | 2–1 | 0–2 | 2–2 | 1–1 | 3–2 | 1–0 | 4–2 | 3–2 | 4–1 | 1–2 | —   | 0–0 | 1–1 | 3–2 | 0–1 |
| Sint-Truidense    | 0–1 | 1–0 | 3–0 | 1–2 | 1–2 | 0–2 | 0–2 | 1–2 | 2–1 | 0–0 | 3–1 | 2–1 | 0–0 | 2–3 | —   | 2–0 | 1–1 | 1–2 |
| Standard Lieja    | 1–3 | 3–0 | 1–0 | 3–2 | 1–1 | 2–2 | 0–1 | 0–0 | 2–1 | 2–1 | 1–1 | 2–2 | 1–0 | 1–1 | 1–2 | —   | 3–1 | 2–2 |
| Waasland-Beveren  | 2–4 | 1–2 | 0–2 | 1–1 | 0–2 | 1–0 | 2–0 | 1–1 | 1–4 | 3–4 | 1–3 | 2–3 | 2–0 | 0–3 | 2–4 | 1–2 | —   | 1–5 |
| Zulte Waregem     | 2–2 | 0–3 | 1–0 | 0–2 | 0–6 | 2–1 | 1–0 | 1–2 | 2–7 | 1–1 | 2–3 | 1–2 | 2–1 | 1–3 | 0–2 | 3–2 | 4–1 | —   |

## Play-off I

### Ronda por el campeonato
| Pos. | Equipo          | Pts. | PJ | G | E | P | GF | GC | Dif. | Clasificación 2021–22                       |
| ---- | --------------- | ---- | -- | - | - | - | -- | -- | ---- | ------------------------------------------- |
| 1    | Club Brujas (C) | 44   | 6  | 1 | 3 | 2 | 8  | 11 | −3   | Fase de grupos de la Liga de Campeones      |
| 2    | Genk            | 44   | 6  | 5 | 1 | 0 | 15 | 5  | +10  | Tercera ronda de la Liga de Campeones       |
| 3    | Royal Antwerp   | 35   | 6  | 1 | 2 | 3 | 6  | 11 | −5   | Ronda de play-off de la Liga Europa         |
| 4    | Anderlecht      | 33   | 5  | 0 | 4 | 1 | 9  | 11 | −2   | Tercera ronda de la Liga Europa Conferencia |

Actualizado a los partidos jugados el 20 de mayo de 2021.
 Fuente: Jupiter League, Soccerway

### Resultados
| Local \ Visitante | AND | CLU | GEK | ROY |
| ----------------- | --- | --- | --- | --- |
| Anderlecht        | —   | 3–3 | 1–2 | 2–2 |
| Club Brujas       | 2–2 | —   | 1–2 | 2–1 |
| Genk              | 1–1 | 3–0 | —   | 4–0 |
| Royal Antwerp     | 1–0 | 0–0 | 2–3 | —   |

## Play-off II

### Ronda por Europa
| Pos. | Equipo         | Pts. | PJ | G | E | P | GF | GC | Dif. | Clasificación 2021–22                       |
| ---- | -------------- | ---- | -- | - | - | - | -- | -- | ---- | ------------------------------------------- |
| 1    | Gent           | 38   | 6  | 4 | 1 | 1 | 13 | 6  | +7   | Segunda ronda de la Liga Europa Conferencia |
| 2    | Malinas        | 35   | 6  | 3 | 2 | 1 | 15 | 11 | +4   |                                             |
| 3    | Oostende       | 34   | 6  | 2 | 1 | 3 | 14 | 16 | −2   |                                             |
| 4    | Standard Lieja | 28   | 6  | 1 | 0 | 5 | 7  | 17 | −10  |                                             |

Actualizado a los partidos jugados el 22 de mayo de 2021.
 Fuente: Soccerway

### Resultados
| Local \ Visitante | GET | MAL | OOS | STA |
| ----------------- | --- | --- | --- | --- |
| Gent              | —   | 2–2 | 2–1 | 2–0 |
| Malinas           | 1–2 | —   | 5–3 | 3–1 |
| Oostende          | 0–4 | 2–2 | —   | 6–2 |
| Standard Lieja    | 2–1 | 1–2 | 1–3 | —   |

## Play-off de relegación
| 1 de mayo de 2021, 18:30 | RFC Seraing        | 1:1 (0:0) | Waasland-Beveren | Stade du Pairay, Seraing                               |                                                        |
|                          | - Mikataudze 90+2' | Reporte   | - 70' Frey       | Asistencia: 0 espectadores Árbitro(s): Lawrence Visser | Asistencia: 0 espectadores Árbitro(s): Lawrence Visser |

| 8 de mayo de 2021, 20:45 | Waasland-Beveren        | 2:5 (1:2) (Global 3:6) | RFC Seraing                                                      | Freethiel Stadion, Beveren                               |                                                          |
|                          | - Frey 15' - Sinani 51' | Reporte                | - 22' 70' Mikataudze - 45+4' Sabaouni - 62' Faye - 90+5' Bernier | Asistencia: 0 espectadores Árbitro(s): Alexandre Boucaut | Asistencia: 0 espectadores Árbitro(s): Alexandre Boucaut |

- RFC Seraing asciende a la Pro League 2021-22.

## Máximos goleadores
| Rank | Jugador            | Club                | Goles |
| ---- | ------------------ | ------------------- | ----- |
| 1    | Paul Onuachu       | KRC Genk            | 33    |
| 2    | Thomas Henry       | Oud-Heverlee Leuven | 21    |
| 3    | Gianni Bruno       | SV Zulte Waregem    | 20    |
| 3    | Roman Yaremchuk    | KAA Gent            | 20    |
| 5    | Lukas Nmecha       | RSC Anderlecht      | 18    |
| 5    | Fashion Sakala     | KV Oostende         | 18    |
| 7    | Yuma Suzuki        | Sint-Truiden        | 17    |
| 7    | Ike Ugbo           | Cercle Brugge KSV   | 17    |
| 7    | Theo Bongonda      | KRC Genk            | 17    |
| 10   | Raphael Holzhauser | K Beerschot VA      | 16    |
| 10   | Noa Lang           | Cercle Brugge KSV   | 16    |
| 12   | Smail Prevljak     | KAS Eupen           | 15    |
| 12   | Dieumerci Mbokani  | Royal Antwerp       | 15    |